# Östra Klagstorps landskommun
Östra Klagstorps landskommun var en tidigare kommun i dåvarande Malmöhus län.

## Administrativ historik
Kommunen bildades i Klagstorps socken i Vemmenhögs härad i Skåne när 1862 års kommunalförordningar trädde i kraft. Namnet var före 17 april 1885 Klagstorps landskommun.
Vid kommunreformen 1952 uppgick kommunen i Klagstorps landskommun som uppgick 1967 i Trelleborgs stad som 1971 ombildades till Trelleborgs kommun.

## Politik

### Mandatfördelning i Östra Klagstorps landskommun 1938-1946
| 10 | 10 |

| 20 |

| 10 | 10 |

| 20 |

| 11 | 9 |

| 20 |